# حسين لبيب
حسين لبيب (1955-)، لاعب كرة يد مصري سابق، يشغل منصب رئيس مجلس إدارة نادي الزمالك للألعاب الرياضية، وكان رئيس اللجنة السابقة المكلفة بإدارة نادي الزمالك.

## حياته
تخرج من مدرسة الأورمان الإعدادية. التحق بنادي الزمالك في عام 1968 حين كان عمره 13 عامًا، حقق حسين لبيب 21 بطولة مع نادي الزمالك، 7 بطولات في الدوري المصري المحترفين لكرة اليد، و9 بطولات في كأس مصر، و5 بطولات أفريقية. شارك مع منتخب مصر في 7 بطولات في بطولة أفريقيا لكرة اليد للرجال، و6 بطولات في بطولة العالم لكرة اليد للرجال.
عمل كمحاسب بنكي، وإداري في منتخب مصر لكرة اليد، وعضو في المجلس القومي للرياضة المصري، وأمين صندوق الاتحاد المصري لكرة اليد، وعضو لجنة التسويق بالاتحاد الإفريقي لكرة اليد، ومدير بطولة العالم لكرة اليد للرجال 2021 في مصر، ورئيس جهاز كرة اليد بنادي الزمالك. وترشح لرئاسة الاتحاد المصري لكرة اليد في العام 2012.

### فوزه بانتخابات رئاسة نادي الزمالك
فاز حسين لبيب في الانتخابات بمنصب رئيس نادي الزمالك يوم 20 أكتوبر 2023 واصبح اول لاعب يد يرأس نادى الزمالك 